# WDR36
WDR36‏ (WD repeat domain 36) هوَ بروتين يُشَفر بواسطة جين WDR36 في الإنسان.